# Principauté épiscopale de Bressanone
1027–1803
Entités précédentes :
- Duché de Bavière

Entités suivantes :
- Comté princier de Tyrol

La principauté épiscopale de Bressanone (en italien : principato vescovile di Bressanone) ou l'évêché de Brixen (en allemand : Hochstift Brixen) fut un État du Saint-Empire romain germanique. Les princes-évêques, qui relevaient du ducs de Bavière, obtinrent l'immédiateté impériale comme seigneurs temporels de la principauté épiscopale (Hochstift) vers l'an 1027. Leur siège était la cathédrale de Bressanone (Brixen) dans la vallée de l'Isarco de l'actuel Tyrol du Sud. 
Cet État a existé pendant presque 800 ans, jusqu'au recès d'Empire en 1803. Les frontières de la principauté, le Hochstift, et du diocèse de Brixen, fondé au VIe siècle à Säben, ne coïncidaient pas.

## Histoire

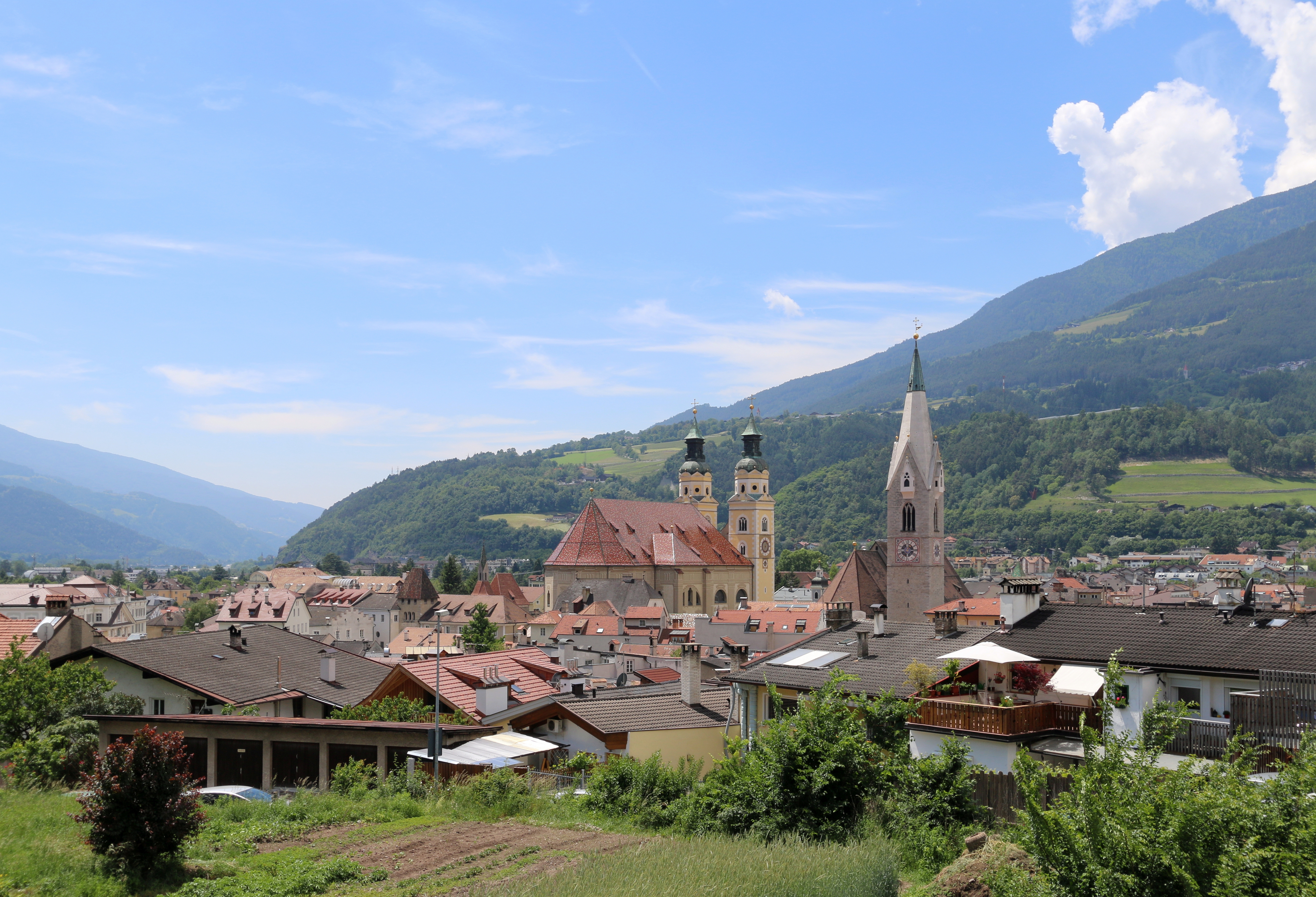
La ville de Bressanone avec la cathédrale.

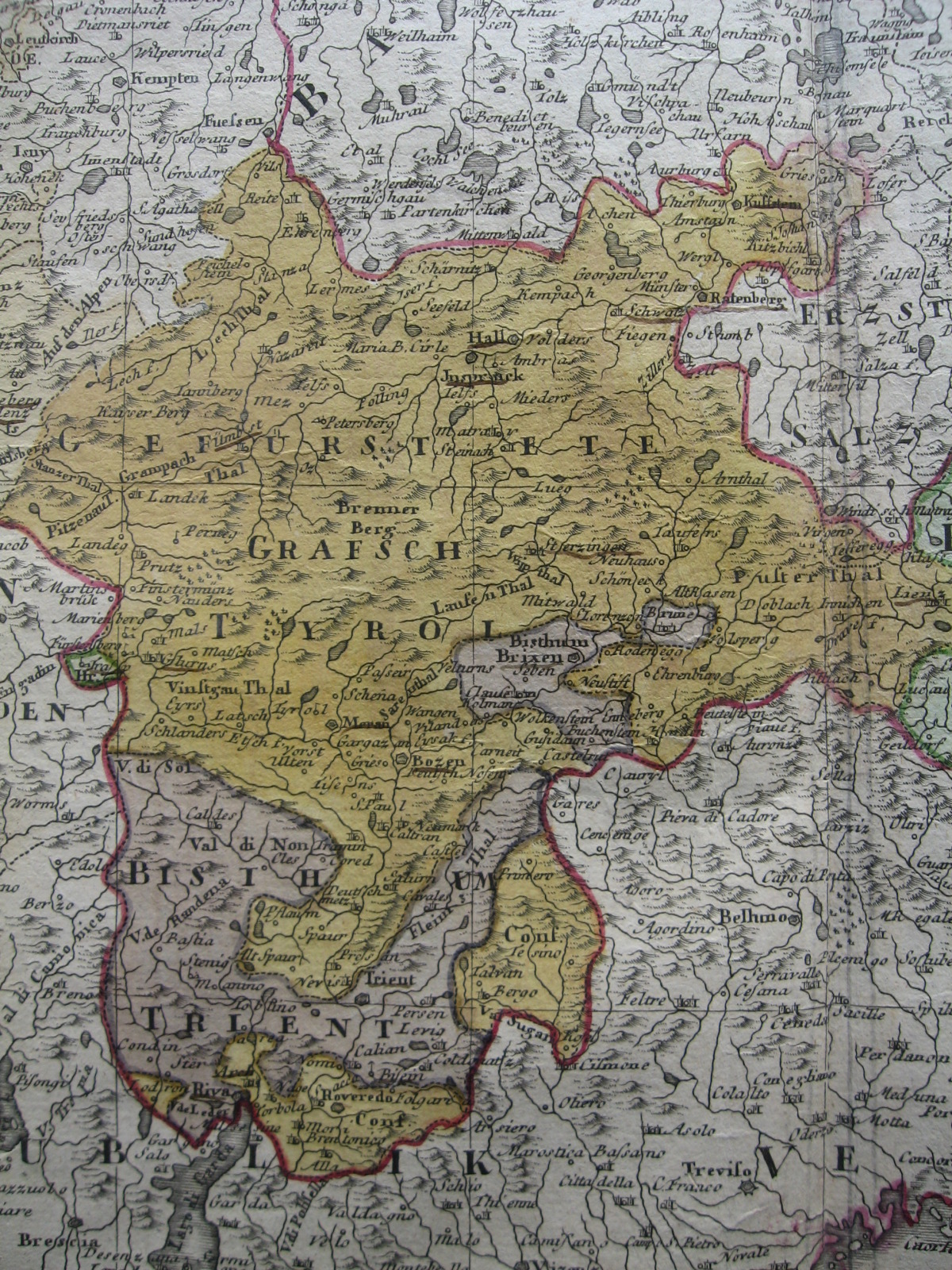
Les évêchés de Trente et Brixen (en violet) entourés par le comté princier de Tyrol, vers l'an 1788.

Le siège épiscopal de Säben près de Klausen (Chiusa) existait jusqu'à environ l'année 960; il faisait partie du premier duché de Bavière et était suffragant de l'archidiocèse de Salzbourg. Le 13 septembre 901, le roi Louis IV de Germanie fit don du domaine de Prichsna, étant propriété de sa mère Oda, à l'évêque Zacharie. Ce manoir, devenu Brixen, deviendra le siège de l'évêché.
Les évêques avaient pu en 1004 déjà s'assurer d'importants droits du comtes dans la vallée de l'Isarco (Velthurns) et dans le val Pusteria (Bruneck), conférés par le roi Henri II. C'est en l'an 1027 que naît la principauté épiscopale : c'est à cette date que Conrad II le Salique sépare des territoires du duché de Bavière pour les donner à l'évêque Hartwig de Brixen. En cadre de leur politique italienne, les souverains du Saint-Empire se sont assuré ainsi un sauf-conduit à travers les Alpes. En 1179, l'évêché acquit le droit d'émettre sa monnaie ainsi que le droit de péage par l'empereur Frédéric Barberousse.
Les évêques faisaient partie du collège des princes ecclésiastiques à la Diète d'Empire. Toutefois, Brixen était une petite seigneurie qui a été mise sous une pression de plus en plus forte de la part des comtes de Tyrol voisins. Lors de la diète à Cologne en 1512, la principauté épiscopale rejoint le Cercle d'Autriche. Le recès d'Empire de 1803 mit un terme au pouvoir temporel. Après le congrès de Vienne en 1815, le territoire échut au comté princier de Tyrol, en ce temps un pays de l'empire d'Autriche.